# Limnebius gridellii
Limnebius gridellii är en skalbaggsart som beskrevs av Pretner 1929. Limnebius gridellii ingår i släktet Limnebius och familjen vattenbrynsbaggar. Inga underarter finns listade i Catalogue of Life.